# Specialty Trainees of New Zealand
Die Specialty Trainees of New Zealand (STONZ) ist eine Gewerkschaft für Resident Medical Officers (Assistenzärztinnen und -ärzte, die für ein Jahr im Hospital leben und arbeiten) in Neuseeland.

## Geschichte
Die Gewerkschaft wurde am 25. Februar 2018 von chirurgische Auszubildenden als Surgical Trainees of New Zealand in Christchurch gegründet und am 19. März 2018 beim New Zealand Companies Office offiziell registriert. Bereits fünf Monate später entschlossen sich deren Delegierte in einer Versammlung den Namen der Gewerkschaft auf Specialty Trainees of New Zealand zu ändern. Der Vorgang wurde am 2. Juli 2018 entsprechend registriert.
Der Grund für die Namensänderung war, dass sich viele Resident Medical Officers des Landes für das Angebot der neu gegründeten Gewerkschaft interessiert und auch aufgenommen und vertreten werden wollten.

## Gewerkschaft
Das Ziel der Gewerkschaft ist es, für die in Ausbildung stehenden Beschäftigten des medizinischen Bereichs wie Assistenzärztinnen und -ärzte eine Ausbildung ohne Einschränkungen zu ermöglichen und einen Tarifvertrag auszuhandeln, der die bestmöglichen Leistungen zur Förderung Ihrer Ausbildung, Ihrer Karriere und Ihrer Arbeitsbedingungen bietet. Um die Ziele erreichen zu können, gibt die Gewerkschaft an, die Vorstandspositionen immer mit aktiven Ärzten zu besetzten und ihren als Entschädigung ein kleines Gehalt zu zahlen. Ein Support-Team dient deren Unterstützung und Kontrolle.
Die Gewerkschaft versteht sich auch als eine Art Netzwerk, um Fachpersonal in seinen spezifischen Bedürfnissen und Zielen zu unterstützen, angefangen von der Ausbildung bis hin zu spezifischen Karrieren.